# Treppenlicht-Zeitschalter

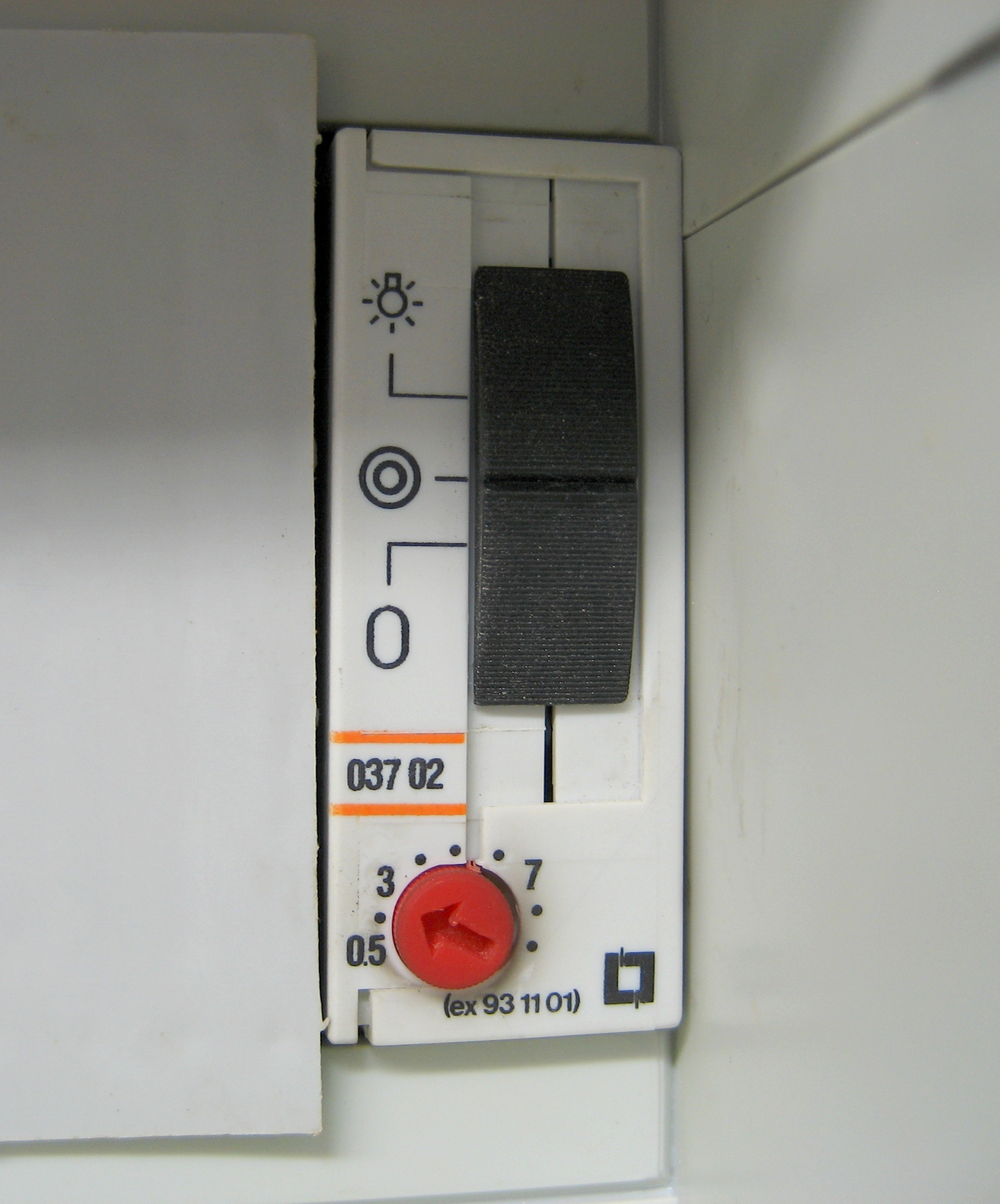
Treppenlicht-Zeitschalter für Hutschienenmontage in einer Unterverteilung, hier eingestellt auf ca. 3 Minuten. Die beiden konzentrischen Kreise stellen das Schaltzeichen für Taster dar. In der oberen Position des Schiebeschalters bleibt das Treppenhauslicht dauerhaft eingeschaltet, in der unteren dauerhaft ausgeschaltet.

Treppenlicht-Zeitschalter (TLZ) sind elektromagnetisch oder elektronisch betätigte Zeitrelais zur Ansteuerung der Beleuchtung im Treppenhaus. Gängige Bezeichnungen sind auch Treppenhausautomat, Treppenlichtautomat, Minutenlicht, in der Schweiz Minuterie, in der Deutschschweiz auch 3-Minuten-Automat.
Anschluss und Verdrahtung des Zeitschalters werden als Treppenhausschaltung oder Treppenlichtschaltung bezeichnet und sind mit dem Stromstoßschalter zu vergleichen.
Je nach Hersteller tragen Treppenlichtzeitschalter z. B. folgende Anschluss-Kennzeichnungen: 
L für den Außenleiter, N für den Neutralleiter, 3 (oder 1) für den Tasterdraht sowie 4 (oder 2) für den Lampendraht.
Am Gehäuse tragen die meisten Treppenlicht-Zeitschalter auch einen manuell zu betätigenden Schalter, mit dem das Treppenhauslicht dauerhaft eingeschaltet werden kann.
Arbeitsstromkreis und Steuerstromkreis arbeiten in der Regel mit 230 V Wechselstrom, wobei elektronische Geräte auch über einen Multispannungseingang (Universalsteuereingang) verfügen können.

## Allgemein
Treppenlicht-Zeitschalter werden mit einer Tasterschaltung über parallele angeschlossene Tastschalter angesteuert. An jedem Taster kann durch kurze Betätigung der Taste das Licht für ein bestimmtes, am Treppenlicht-Zeitschalter voreinstellbares Zeitintervall eingeschaltet werden. Nach dieser Zeit schaltet sich die Beleuchtung automatisch aus. 

Ein alter pneumatischer Treppenhausschalter; der Kolben wird per Federkraft nach oben gedrückt; am roten Ventil wird die Verzögerungszeit eingestellt; es drosselt den Luftfluss aus dem Zylinder mehr oder weniger stark

Obwohl heutige Treppenlicht-Zeitschalter teilweise elektronisch arbeiten, enthalten sie meist immer noch ein Spulenrelais. 
Zuvor arbeiteten Zeitschalter mit einem Uhrwerk oder einem pneumatischen Verzögerungsglied. 
Um 1911 wurden erstmals Quecksilberschalter verwendet, die vom Uhrwerksmechanismus angekippt wurden. Andere historische Zeitschalter arbeiteten mit einer Ferrarisscheibe.
Seit 1996 ist bei Beleuchtungsanlagen in Treppenhäusern von Mehrfamilienhäusern nach DIN 18015 die Abschaltautomatik mit einer Warnfunktion auszustatten. Vor Abschalten des Zeitschalters wird durch kurzes Flackern oder Herunterdimmen der Beleuchtung das Ende der Beleuchtungszeit signalisiert, um ein rechtzeitiges Nachtasten zu ermöglichen. Diese Funktion wird als Ausschaltvorwarnung bezeichnet.
Damit die Taster auch bei Dunkelheit gefunden werden können, werden sie oft von Glimmlampen oder Leuchtdioden beleuchtet, die über einen Vorwiderstand parallel zum Taster angeschlossen sind. Der Treppenlicht-Zeitschalter muss dann zur Speisung der Signalbeleuchtung einen gewissen Stromfluss parallel zum Taster zulassen, ohne dies als Schaltsignal zu interpretieren. Diese Glimmlampenlast ist oft auf 50 mA oder 150 mA begrenzt.

## Schaltungsvarianten

Schaltungsvarianten

In allen Schaltungsvarianten, wie in nebenstehender Schaltskizze dargestellt, benötigt der Treppenlicht-Zeitschalter einen Anschluss an den Außenleiter (L) und den Neutralleiter (N) und schaltet über einen internen Schaltkontakt die Lampenleitung. 
Die Bezeichnung "Dreileiter-" und "Vierleiterschaltung" beziehen sich auf die Anzahl der Adern, die im Treppenhaus nach oben geführt werden müssen, um Taster und Leuchten anzuschließen.
Der Schutzleiter (PE) wird bei der Zählung der benötigten Leiter nicht berücksichtigt. Er wird zum Betrieb der Treppenhausbeleuchtung in der Regel auch nicht benötigt. Sofern die verlegte Leitung einen gelb-grünen Schutzleiter enthält, müssen darüber hinaus noch drei bzw. vier weitere Leiter zur Verfügung stehen.
Während für die 3L-Schaltung zumeist spezielle TLZ-Modelle angeboten werden, sind die üblichen Varianten in der Regel sowohl für die 4er als auch für die 3N-Schaltung verwendbar: Der hierbei notwendige universelle Eingang muss sowohl Schaltimpulse mit L- als auch mit N-Potential erkennen. Hierzu kann jeweils eine Spulenwicklung vom Eingang zum N- bzw. L-Potential dienen. Der Spulenkreis dient dabei auch der Versorgung der Glimmlampen, welche meist parallel zu den Tastern geschaltet sind und nur einen geringen Strombedarf haben. In allen Fällen wird damit der Schaltausgang auf L verbunden und so die Lampen eingeschaltet. Gleichzeitig wird die Zeitsteuerung für die Abschaltung aktiviert.

### Vierleiterschaltung
Bei der Vierleiterschaltung besitzt der Treppenlicht-Zeitschalter einen Eingang für die Schaltimpulse von den Tastern und einen Ausgang für die zu schaltende Last. Dabei wird über die Taster der Außenleiter L als Signal zum Schalteingang und von dort der L-Leiter zu den Lampen geschaltet. Damit ergeben sich zwei Leitungen für die parallel geschalteten Taster und zwei Leitungen für die parallel geschalteten Lasten (Lampen), in Summe vier Leiter. Diese Schaltungsvariante ist prinzipbedingt nachtastbar (Verlängerung der Einschaltdauer durch mehrfaches Tasten) bzw. aus-tastbar (wie beim einfachen Stromstossschalter).

### Dreileiterschaltung, L-getastet
Bei der L-getasteten Dreileiterschaltung dient ein Anschluss zugleich als Eingang für die Tastsignale und als Ausgang für die Last. Hier schalten die Taster den Außenleiter L auf den kombinierten Ein-/Ausgang, hier wird im Moment der Tastung bereits über den Taster der Lampenstromkreis geschlossen. Gleichzeitig wird der Ein-/Ausgang mit Außenleiterspannung beaufschlagt und schaltet selbst L auf diesen auf, wodurch auch nach Loslassen des Tasters die Lampen weiter leuchten, bis nach eingestellter Zeitdauer wieder abgeschaltet wird.
Schaltungsbedingt ist in dieser Variante ein Nachtasten nicht möglich, da der Treppenlicht-Zeitschalter die Beaufschlagung mit L beim Drücken eines Tasters nicht erkennen kann, solange er selber diesen Ein-Ausgang auf L-Potential geschaltet hat. Da bei dieser Schaltung, wie bei der Vierleiterschaltung, ein permanenter N- und L-Leiter vorhanden sind, können überall entlang der Strecke unabhängige Stromversorgungen, unabhängig vom Treppenlicht-Zeitschalter, angeknüpft werden, weswegen die Schaltung oft als „Dachbodenschaltung“ bezeichnet wird.

### Dreileiterschaltung, N-getastet
Die N-getastete Dreileiterschaltung schaltet bei Tastenbetätigung den N-Leiter auf den Steuereingang des Treppenlicht-Zeitschalters, ein permanenter L-Leiter entlang der Strecke ist in dieser Variante nicht vorhanden. Diese Schaltungsvariante ist prinzipbedingt nachtastbar. Der Treppenlicht-Zeitschalter erkennt dabei durch eine permanente Prüfspannung auf der Steuerleitung die Verbindung mit dem N-Leiter und aktiviert damit seinen Ausgang.
Da in dieser Variante der N-Leiter getastet wird, ist sie normativ in Deutschland unzulässig und entspricht nicht der DIN VDE 0100 Teil 460.
Bei dieser Schaltung ist es auch nicht möglich, die drei im Treppenhaus verlegten Leiter zusätzlich zum Anschluss von Steckdosen oder eines gewöhnlichen Lichtstromkreises, etwa zur Beleuchtung des Dachbodens, zu nutzen, da kein ungeschalteter Außenleiter mitgeführt wird. 

### 2-Leiter-Modelle
Zur einfachen Umrüstung eines normalen Lichtschaltkreises auf eine Zeitschaltung werden auch TLZ-Ausführungen zum Ersatz eines normalen An-Aus-Schalters nach dem 2-Leiter-Anschlussprinzip angeboten. Hierbei wird der TLZ in eine ausreichend tiefe Schalterdose eingesetzt und parallel zu einem Taster geschaltet.

### Kombination mit Bewegungsmeldern
Treppenlicht-Zeitschalter werden heute oft durch Bewegungsmelder ergänzt oder ersetzt.
Je nach Schaltungsvariante ist es möglich, Bewegungsmelder parallel zu den Tastern (bzw. als Ersatz für einen Taster) an den Tasterdraht anzuschließen. Sofern der Bewegungsmelder einen längeren Schaltimpuls sendet, ist darauf zu achten, dass der Treppenhaus-Zeitschalter durch die längere Dauer des Einschaltstroms keinen Schaden nimmt. Hierfür eignen sich nur bestimmte Typen von 2-Draht-Bewegungsmeldern.
Unproblematisch ist es, Bewegungsmelder, die über einen eingebauten Zeitschalter verfügen, parallel zum vorhandenen Treppenlicht-Zeitschalter an den Lampendraht der bestehenden Schaltung anzuschließen.
Sollen sämtliche Taster durch Bewegungsmelder ersetzt werden, so kann auf den Treppenlicht-Zeitschalter verzichtet werden.

## Bedienungsvarianten
Der Zeitablauf kann normalerweise nicht beendet werden. Nur einige Automaten erlauben es, das Licht vorzeitig auszuschalten, etwa durch längeres Drücken eines Tasters.
Bei nachschaltbaren Treppenlicht-Zeitschaltern kann der Zeitablauf durch erneuten Tastendruck von vorn gestartet werden, teilweise aber erst nach einer Wartezeit von beispielsweise 30 Sekunden.
Einige elektronische Zeitschalter bieten die Möglichkeit, die Einschaltdauer durch mehrfachen Tasterdruck zu einem beliebigen Zeitpunkt jeweils um eine bestimmte Zeitdauer zu verlängern.